# 腿毛

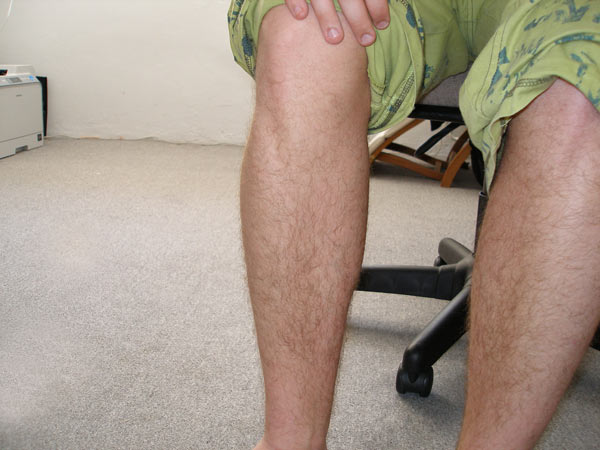
一個西方人的腿毛

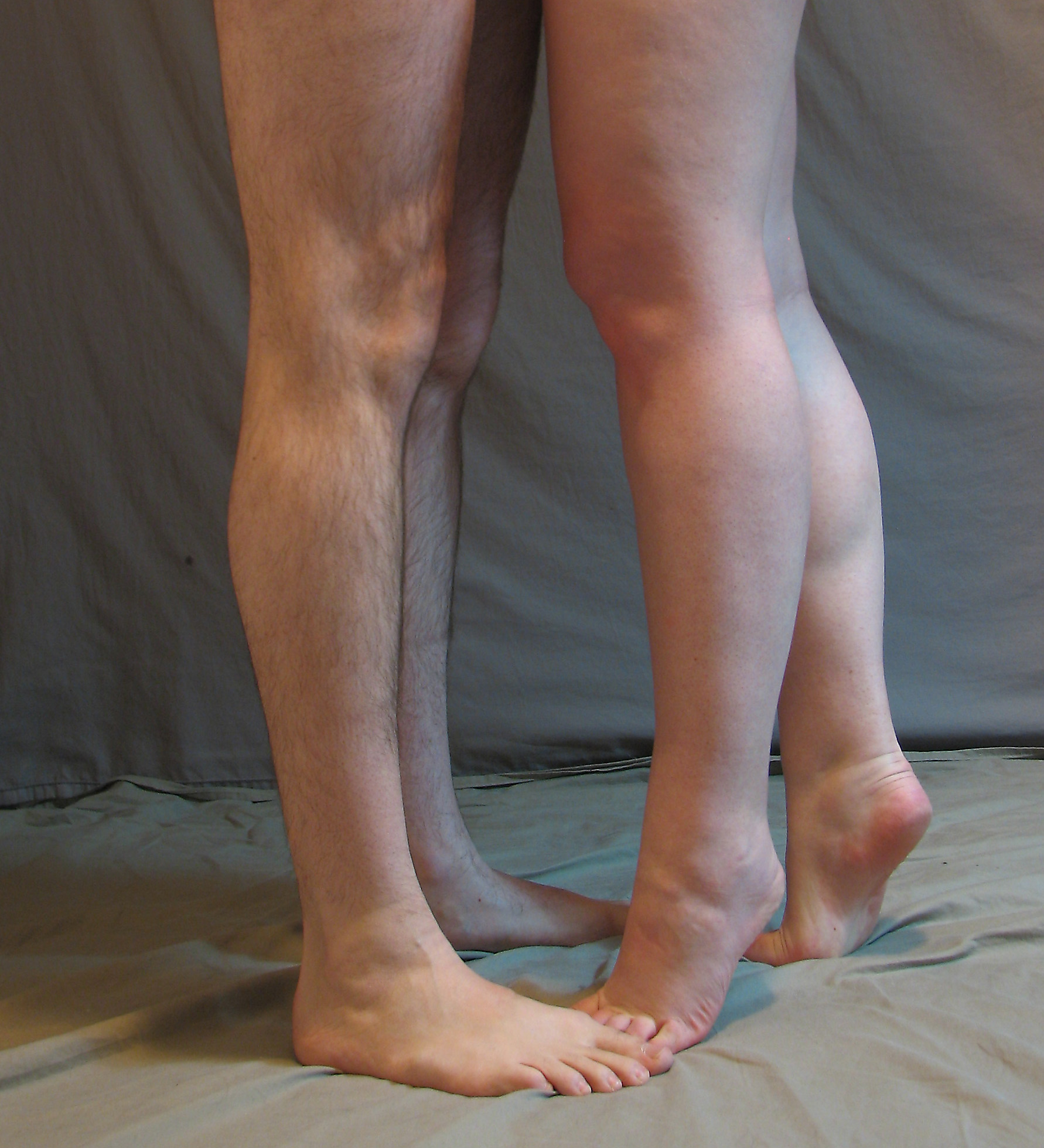
男（左）與女（右）的腿毛

腿毛，或稱為腳毛，是在人類的大腿與小腿、腳掌、腳趾上生長的毛髮，受到激素影響，通常在青春期中後期，腳毛開始變粗。男性的腿通常比女性的多毛且粗，但少數女性的腳毛也會很粗，與男性無異。由於各種各樣的原因，有些人喜歡刮他們的腳毛。